# Trebishain (Frohburg)
Trebishain ist ein Ortsteil der Stadt Frohburg im sächsischen Landkreis Leipzig. Er wurde am 1. September 1948 nach Prießnitz eingemeindet, mit dem er am 1. Januar 1994 zur Gemeinde Eulatal und am 1. Januar 2009 zur Stadt Frohburg kam.

## Geografie

### Geografische Lage und Verkehr
Trebishain befindet sich im Norden der Stadt Frohburg nördlich der Mündung der Kleinen Eula in die Eula. Im Westen des Orts befindet sich der Bockwitzer See. Über den Nachbarort Flößberg wird die Bundesstraße 176 erreicht.

### Nachbarorte
| Flößberg |                                             |           |
|          | Kompassrose, die auf Nachbargemeinden zeigt |           |
|          | Prießnitz                                   | Elbisbach |

## Geschichte
Das Straßenangerdorf Trebishain wurde im Jahr 1260 erstmals als Tribenhagen urkundlich erwähnt. Im Jahr 1269 erfolgte die Nennung eines Heinricus de Trebenshain und des dazugehörigen Herrensitzes zu Trebishain. Bezüglich der Grundherrschaft gehörte der Ort um 1551 anteilig zu den Rittergütern Wolftitz und Beucha. In den Jahren 1606 und 1764 ist eine anteilige Zugehörigkeit zu den Rittergütern Flößberg und Syhra belegt. Trebishain gehörte bis 1816 anteilig zu den kursächsischen bzw. königlich-sächsischen Ämtern Borna und Grimma (Exklave mit Flößberg und Beucha). Zwischen 1816 und 1856 unterstand Trebishain vollständig dem Amt Borna. Ab 1856 gehörte der Ort zum Gerichtsamt Borna und ab 1875 zur Amtshauptmannschaft Borna.
Am 1. September 1948 wurde Trebishain nach Prießnitz eingemeindet, zu dem der Ort seit jeher bereits kirchlich gehörte. Durch die zweite Kreisreform in der DDR im Jahr 1952 wurde Trebishain als Ortsteil der Gemeinde Prießnitz dem Kreis Geithain im Bezirk Leipzig angegliedert, der 1990 als sächsischer Landkreis Geithain fortgeführt wurde und 1994 im Landkreis Leipziger Land bzw. 2008 im Landkreis Leipzig aufging. Als Ortsteil von Prießnitz kam Trebishain am 1. Januar 1994 zur neuen Gemeinde Eulatal, die am 1. Januar 2009 in die Stadt Frohburg eingegliedert wurde.